# مدیریت ماهیگیری

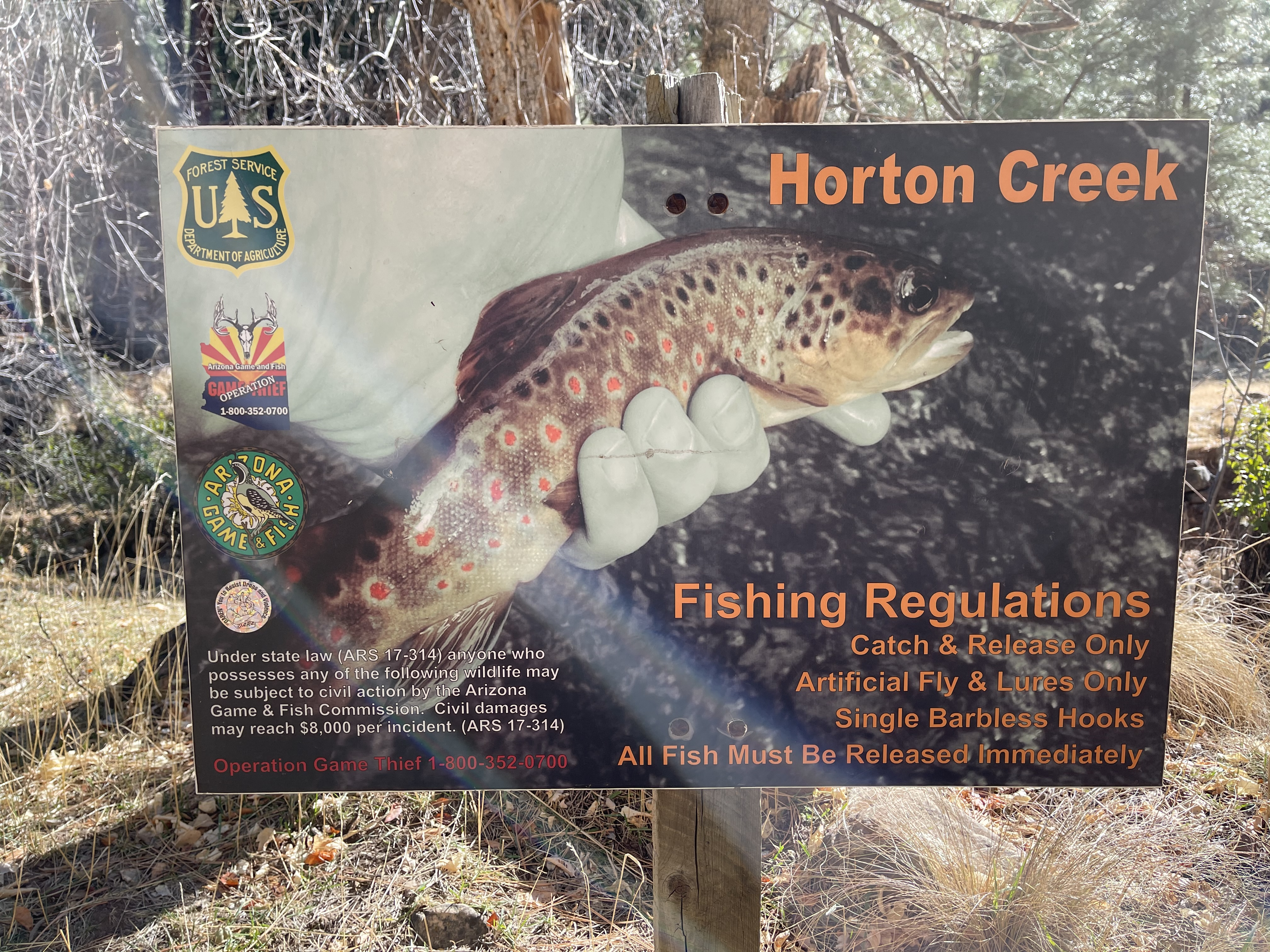
نمایی از یک‌نوع دستورالعمل در مدیریت ماهیگیری. تابلوی بالا، قوانین ماهیگیری در «رود هورتون کریک، آریزونا» را متذکر می‌شود. - ۲۰۲۰

مدیریت ماهیگیری یا شیلات (به انگلیسی: Fisheries management)، به‌منظور تولید منافع زیست‌شناختی، زیست‌محیطی و اجتماعی-اقتصادی پایدار از منابع آبزیان تجدیدپذیر است. ماهیگیری وحشی به عنوان تجدیدپذیر طبقه‌بندی می‌شود زیرا جانداران مورد علاقه (مانند ماهی، صدف، دوزیستان، خزندگان و پستانداران دریایی) معمولاً سالانه مازاد زیست‌شناختی تولید می‌کنند که با مدیریت خردمندانه می‌توان بدون کاهش بهره‌برداری آینده برداشت کرد. مدیریت شیلات از فعالیت‌هایی استفاده می‌کند که از منابع شیلات محافظت می‌کند تا بهره‌برداری پایدار با تکیه بر علم شیلات و احتمالاً با در نظر گرفتن اصل احتیاط ممکن شود.
بسیاری از کشورها، وزارتخانه‌ها/اداره‌های دولتی را به نام «وزارت شیلات» یا موارد مشابه تشکیل داده‌اند و جنبه‌های کنترل‌کننده شیلات در مناطق انحصاری اقتصادی خود را دارند. چهار دسته از ابزارهای مدیریتی ابداع شده‌اند که ورودی/سرمایه‌گذاری یا خروجی را تنظیم می‌کنند و به‌طور مستقیم یا غیرمستقیم عمل می‌کنند:
|           | ورودی‌ها         | خروجی‌ها                |
| --------- | --------------- | ---------------------- |
| غیرمستقیم | صدور مجوز شناور | تکنیک‌های صید           |
| مستقیم    | ورود محدود      | سهمیه صید و مقررات فنی |